# Фицрой, Эмили
Эмили Фицрой (англ. Emily Fitzroy; 24 мая 1860, Лондон — 3 марта 1954, Гардина, Калифорния) — английская киноактриса, которая впоследствии приняла американское гражданство.

## Биография
Она дебютировала в кино в 1915 году. Её дебют в звуковом кино состоялся в фильме «Show Boat». Вышла на пенсию в 1944 году. Её последним фильмом был «The White Cliffs of Dover».
Её бродвейские выступления включают в себя: «What the Public Wants», «I.O.U.», «Rich Man, Poor Man», «Lady Patricia» и «Just to Get Married».